# Olympische Sommerspiele 1904/Leichtathletik – Zehnkampf (Männer)
Erstmals wurde bei Olympischen Spielen ein leichtathletischer Mehrkampf der Männer ausgetragen. Zum heutigen Zehnkampf gab es gravierende Unterschiede. Die Teilnehmer mussten alle zehn Disziplinen an einem Tag absolvieren. Immerhin sieben Teilwettbewerbe entsprechen in etwa dem heutigen Programm: 100-Yards-Lauf (heute 100 Meter), Kugelstoßen, Hochsprung, Stabhochsprung, 120-Yards-Hürdenlauf (heute 110 Meter), Weitsprung, Meilenlauf (heute 1500 Meter). Anstelle von 400-Meter-Lauf, Speer- und Diskuswurf standen 1904 Hammer- und Gewichtwurf sowie ein Gehen über 880 Yards auf dem Programm. Die Punktetabelle orientierte sich an den seinerzeitigen Weltbestleistungen, für die jeweils 1000 Punkte vorgesehen waren. Auf den kurzen Laufstrecken wurde nur die Siegerzeit gestoppt, die Zeiten der übrigen Läufer wurden aus den geschätzten Rückständen hochgerechnet.
Olympiasieger wurde der für Großbritannien startende Ire Tom Kiely. Die weiteren Medaillen gewannen zwei Sportler aus den Vereinigten Staaten. Silber ging an Adam Gunn, Bronze an Truxtun Hare.

## Rekorde
Die damals bestehenden Weltrekorde waren noch inoffiziell. Ob es einen inoffiziellen Rekord gab und welchen Wert er eventuell hatte, ist nicht bekannt.
Ein olympischer Rekord existierte nicht, da dieser Wettbewerb vor den Spielen in St. Louis nicht olympisch war.
Folgende Rekorde wurden in dieser Disziplinen bei den Olympischen Spielen 1904 gebrochen oder eingestellt:
| OR | 6036 Punkte | Tom Kiely | Großbritannien | 4. Juli |

## Ergebnisse

### 100-Yards-Lauf
Für 1000 Punkte wären 9,8 s zu laufen gewesen.
| Platz | Name          | Land           | Zeit (s) | Punkte |
| ----- | ------------- | -------------- | -------- | ------ |
| 1     | Truxtun Hare  | USA            | 10,8     | 790    |
| 2     | John Holloway | Großbritannien |          | 769    |
| 3     | Tom Kiely     | Großbritannien |          | 713    |

| Platz | Name         | Land | Zeit (s) | Punkte |
| ----- | ------------ | ---- | -------- | ------ |
| 1     | Ellery Clark | USA  | 11,0     | 748    |
| 2     | Adam Gunn    | USA  |          | 720    |
| 3     | John Grieb   | USA  |          | 720    |
| –     | Max Emmerich | USA  | DNF      | 0      |

| Platz | Name          | Land           | Punkte |
| ----- | ------------- | -------------- | ------ |
| 1     | Truxtun Hare  | USA            | 790    |
| 2     | John Holloway | Großbritannien | 769    |
| 3     | Ellery Clark  | USA            | 748    |
| 4     | Adam Gunn     | USA            | 720    |
| 4     | John Grieb    | USA            | 720    |
| 6     | Tom Kiely     | Großbritannien | 713    |
| DNF   | Max Emmerich  | USA            | 000    |

### Kugelstoßen
Für 1000 Punkte wären 14,33 m erforderlich gewesen.
| Platz | Name          | Land           | Weite (m) | Punkte |
| ----- | ------------- | -------------- | --------- | ------ |
| 1     | Adam Gunn     | USA            | 12,21     | 668    |
| 2     | Truxtun Hare  | USA            | 12,09     | 648    |
| 3     | Tom Kiely     | Großbritannien | 10,82     | 448    |
| 4     | John Grieb    | USA            | 10,54     | 404    |
| 5     | Ellery Clark  | USA            | 10,26     | 360    |
| 6     | John Holloway | Großbritannien | 10,01     | 320    |

| Platz | Name          | Land           | Punkte |
| ----- | ------------- | -------------- | ------ |
| 1     | Truxtun Hare  | USA            | 1438   |
| 2     | Adam Gunn     | USA            | 1388   |
| 3     | Tom Kiely     | Großbritannien | 1161   |
| 4     | John Grieb    | USA            | 1124   |
| 5     | Ellery Clark  | USA            | 1108   |
| 6     | John Holloway | Großbritannien | 1089   |
| –     | Max Emmerich  | USA            | 0000   |

### Hochsprung
Für 1000 Punkte wären 1,938 m erforderlich gewesen.
| Platz | Name          | Land           | Höhe (m) | Punkte |
| ----- | ------------- | -------------- | -------- | ------ |
| 1     | John Holloway | Großbritannien | 1,68     | 672    |
| 2     | Adam Gunn     | USA            | 1,65     | 640    |
| 3     | John Grieb    | USA            | 1,62     | 608    |
| 4     | Ellery Clark  | USA            | 1,62     | 608    |
| 5     | Tom Kiely     | Großbritannien | 1,52     | 480    |
| 6     | Truxtun Hare  | USA            | 1,52     | 480    |

| Platz | Name          | Land           | Punkte |
| ----- | ------------- | -------------- | ------ |
| 1     | Adam Gunn     | USA            | 2028   |
| 2     | Truxtun Hare  | USA            | 1918   |
| 3     | John Holloway | Großbritannien | 1761   |
| 4     | John Grieb    | USA            | 1732   |
| 5     | Ellery Clark  | USA            | 1716   |
| 6     | Tom Kiely     | Großbritannien | 1641   |
| –     | Max Emmerich  | USA            | 0000   |

### 880-Yards-Gehen
Für 1000 Punkte wären 3:02,4 min erforderlich gewesen.
| Platz | Name          | Land           | Zeit (Minuten) | Punkte |
| ----- | ------------- | -------------- | -------------- | ------ |
| 1     | Tom Kiely     | Großbritannien | 3:59,0         | 717    |
| 2     | John Holloway | Großbritannien | 3:59,0         | 717    |
| 3     | Ellery Clark  | USA            | 4:11,0         | 657    |
| 4     | Adam Gunn     | USA            | 4:13,0         | 647    |
| 5     | Truxtun Hare  | USA            | 4:20,0         | 612    |
| 6     | John Grieb    | USA            | 4:49,0         | 467    |

| Platz | Name          | Land           | Punkte |
| ----- | ------------- | -------------- | ------ |
| 1     | Adam Gunn     | USA            | 2675   |
| 2     | Truxtun Hare  | USA            | 2530   |
| 3     | John Holloway | Großbritannien | 2478   |
| 4     | Ellery Clark  | USA            | 2373   |
| 5     | Tom Kiely     | Großbritannien | 2358   |
| 6     | John Grieb    | USA            | 2199   |
| –     | Max Emmerich  | USA            | 0000   |

### Hammerwurf
Für 1000 Punkte wären 44,239 m zu werfen gewesen.
| Platz | Name          | Land           | Weite (m) | Punkte |
| ----- | ------------- | -------------- | --------- | ------ |
| 1     | Tom Kiely     | Großbritannien | 36,76     | 706    |
| 2     | Truxtun Hare  | USA            | 36,28     | 687    |
| 3     | Adam Gunn     | USA            | 31,40     | 495    |
| 4     | Ellery Clark  | USA            | 29,11     | 405    |
| 5     | John Holloway | Großbritannien | 27,51     | 342    |
| NM    | John Grieb    | USA            | ogV       | 000    |

| Platz | Name          | Land           | Punkte |
| ----- | ------------- | -------------- | ------ |
| 1     | Truxtun Hare  | USA            | 3217   |
| 2     | Adam Gunn     | USA            | 3170   |
| 3     | Tom Kiely     | Großbritannien | 3064   |
| 4     | John Holloway | Großbritannien | 2820   |
| 5     | Ellery Clark  | USA            | 2778   |
| 6     | John Grieb    | USA            | 2199   |
| –     | Max Emmerich  | USA            | 0000   |

### Stabhochsprung
Für 1000 Punkte wären 3,589 m zu überspringen gewesen.
| Platz | Name          | Land           | Höhe (m) | Punkte |
| ----- | ------------- | -------------- | -------- | ------ |
| 1     | Adam Gunn     | USA            | 2,97     | 616    |
| 2     | John Holloway | Großbritannien | 2,89     | 568    |
| 3     | Tom Kiely     | Großbritannien | 2,74     | 472    |
| 4     | Truxtun Hare  | USA            | 2,44     | 280    |
| NM    | Ellery Clark  | USA            | ogV      | 000    |

| Platz | Name          | Land           | Punkte |
| ----- | ------------- | -------------- | ------ |
| 1     | Adam Gunn     | USA            | 3786   |
| 2     | Tom Kiely     | Großbritannien | 3536   |
| 3     | Truxtun Hare  | USA            | 3497   |
| 4     | John Holloway | Großbritannien | 3388   |
| 5     | Ellery Clark  | USA            | 2778   |
| 6     | John Grieb    | USA            | 2199   |
| –     | Max Emmerich  | USA            | 00000  |

### 120-Yards-Hürdenlauf
Für 1000 Punkte wären 15,6 s zu erreichen gewesen.
| Platz | Name          | Land           | Zeit (s) | Punkte |
| ----- | ------------- | -------------- | -------- | ------ |
| 1     | Tom Kiely     | Großbritannien | 17,8     | 670    |
| 2     | Adam Gunn     | USA            |          | 655    |
| 3     | Truxtun Hare  | USA            |          | 600    |
| 4     | John Holloway | Großbritannien |          | 590    |

| Platz | Name          | Land           | Punkte |
| ----- | ------------- | -------------- | ------ |
|       | Adam Gunn     | USA            | 4441   |
| 2     | Tom Kiely     | Großbritannien | 4206   |
| 3     | Truxtun Hare  | USA            | 4097   |
| 4     | John Holloway | Großbritannien | 3978   |
| 5     | Ellery Clark  | USA            | 2778   |
| 6     | John Grieb    | USA            | 2199   |
| –     | Max Emmerich  | USA            | 0000   |

### Gewichtwurf
Für 1000 Punkte wären 10,924 m zu werfen gewesen.
| Platz | Name          | Land           | Weite (m) | Punkte |
| ----- | ------------- | -------------- | --------- | ------ |
| 1     | Tom Kiely     | Großbritannien | 8,91      | 684    |
| 2     | Truxtun Hare  | USA            | 7,59      | 475    |
| 3     | Adam Gunn     | USA            | 7,22      | 418    |
| 4     | John Holloway | Großbritannien | 5,98      | 222    |

| Platz | Name          | Land           | Punkte |
| ----- | ------------- | -------------- | ------ |
| 1     | Tom Kiely     | Großbritannien | 4890   |
| 2     | Adam Gunn     | USA            | 4859   |
| 3     | Truxtun Hare  | USA            | 4572   |
| 4     | John Holloway | Großbritannien | 4200   |
| 5     | Ellery Clark  | USA            | 2778   |
| 6     | John Grieb    | USA            | 2199   |
| –     | Max Emmerich  | USA            | 0000   |

### Weitsprung
Für 1000 Punkte wären 7,175 m zu erreichen gewesen.
| Platz | Name          | Land           | Weite (m) | Punkte |
| ----- | ------------- | -------------- | --------- | ------ |
| 1     | Truxtun Hare  | USA            | 6,07      | 652    |
| 2     | Tom Kiely     | Großbritannien | 5,94      | 612    |
| 3     | Adam Gunn     | USA            | 5,53      | 484    |
| 4     | John Holloway | Großbritannien | 5,53      | 484    |

| Platz | Name          | Land           | Punkte |
| ----- | ------------- | -------------- | ------ |
| 1     | Tom Kiely     | Großbritannien | 5502   |
| 2     | Adam Gunn     | USA            | 5343   |
| 3     | Truxtun Hare  | USA            | 5224   |
| 4     | John Holloway | Großbritannien | 4684   |
| 5     | Ellery Clark  | USA            | 2778   |
| 6     | John Grieb    | USA            | 2199   |
| –     | Max Emmerich  | USA            | 0000   |

### 1 Meile
Für 1000 Punkte wären 4:17,8 Minuten zu erreichen gewesen.
| Platz | Name          | Land           | Zeit (Minuten) | Punkte |
| ----- | ------------- | -------------- | -------------- | ------ |
| 1     | Truxtun Hare  | USA            | 5:40,0         | 589    |
| 2     | John Holloway | Großbritannien | 5:40,0         | 589    |
| 3     | Adam Gunn     | USA            | 5:45,0         | 564    |
| 4     | Tom Kiely     | Großbritannien | 5:51,0         | 534    |

| Platz | Name          | Land           | Punkte  |
| ----- | ------------- | -------------- | ------- |
| 1     | Tom Kiely     | Großbritannien | 6036 OR |
| 2     | Adam Gunn     | USA            | 5907    |
| 3     | Truxtun Hare  | USA            | 5813    |
| 4     | John Holloway | Großbritannien | 5273    |
| 5     | Ellery Clark  | USA            | 2778    |
| 6     | John Grieb    | USA            | 2199    |
| DNF   | Max Emmerich  | USA            | 0000    |

Für diesen Wettkampf erwarteten die Fachleute einen Dreikampf zwischen dem irischen Meister Tom Kiely, dem zweifachen US-Meister Ellery Clark – Olympiasieger im Hoch- und Weitsprung von 1896 – und dem US-Amerikaner Adam Gunn. Doch Clark war krank, konnte nicht mithalten und gab den Wettbewerb nach der sechsten Disziplin, dem Stabhochsprung, auf. Dort war er ohne gültigen Versuch und damit ohne Punkte geblieben. Tom Kiely lag nach vier Disziplinen an fünfter Position, brachte sich dann durch seine Stärken in den Wurfdisziplinen und im Hürdenlauf an die Spitze und gewann die Goldmedaille vor dem Mitfavoriten Adam Gunn. Truxtun Hare, Olympiazweiter im Hammerwurf von 1900, errang Bronze vor dem Briten John Holloway.
Tom Kiely war auf eigene Rechnung angereist und lehnte mehrere Angebote zur Kostenübernahme durch seinen Verband sowie US-amerikanische Universitäten ab. In Irland wollte man ihm einen großen Empfang bereiten, doch Kiely kam ohne Aufhebens ohne Kenntnis seiner Landsleute in seine Heimat zurück. Er war neben dem kanadischen Gewichtwurf-Sieger Étienne Desmarteau der einzige Goldmedaillengewinner der Leichtathletikwettkämpfe von St. Louis, der nicht aus den Vereinigten Staaten kam.
Der Zehnkampf nimmt wie auch der Dreikampf eine Sonderstellung ein bezüglich des Austragungsdatums. Alle Wettbewerbe der Leichtathletik fanden von Ende August bis Anfang September 1904 statt. Die beiden Mehrkämpfe dagegen wurden bereits Anfang Juli ausgetragen.
Bei zur Megede und auf der IOC-Seite sind für Ellery Clark 700 Punkte weniger aufgeführt, womit er dort Rang sechs hinter John Grieb einnimmt. Allerdings erscheint diese Angabe aufgrund der exakt gelisteten Leistungen für Clark bei SportsReference und der Übereinstimmung von Platz und Punktzahl bei Kluge eher unwahrscheinlich. Der hier genannte Max Emmerich taucht bei zur Megede nicht auf.

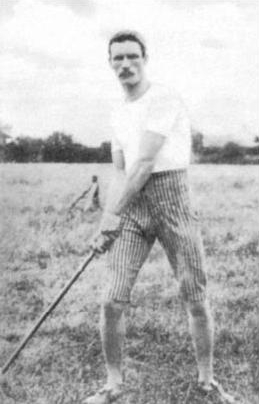
Der irische Zehnkampf-Olympiasieger Tom Kiely war einer von zwei nicht-US-amerikanischen Olympiasiegern
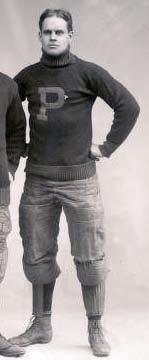
Bronzemedaillengewinner Truxton Hare, Olympiazweiter im Hammerwurf von 1900
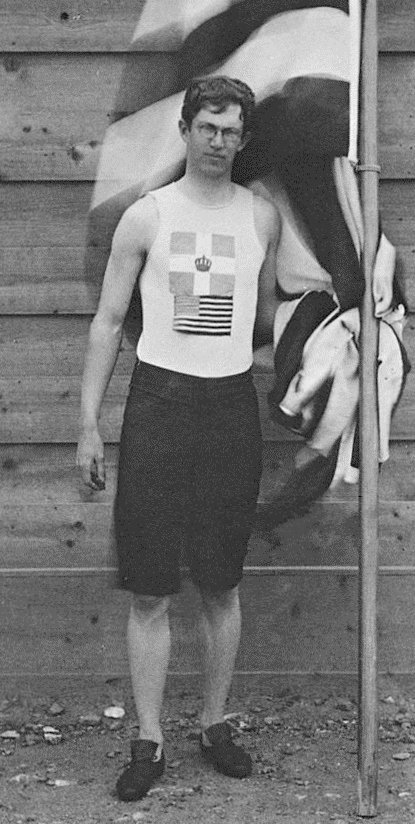
Der fünftplatzierte Ellery Clark, Olympiasieger im Hoch- und Weitsprung von 1896